# Trophée commémoratif Bill-Hunter
Pour le trophée de l'Association mondiale de hockey, voir Trophée Bill-Hunter.
Le Trophée commémoratif Bill-Hunter (en anglais : Bill Hunter Memorial Trophy) est un trophée de hockey sur glace remis annuellement depuis 1966 au joueur de la Ligue de hockey de l'Ouest jugé le meilleur à la position de défenseur.
Le trophée fut nommé en l'honneur de Bill Hunter, membre fondateur de la LHOu. Il fut propriétaire, directeur général et entraîneur-chef des Oil Kings d'Edmonton et fut également le président de la ligue lorsque celle-ci pris le nom actuel.

## Gagnant du trophée
| Saison    | Récipiendaire         | Équipe                    |
| --------- | --------------------- | ------------------------- |
| 1966-1967 | Barry Gibbs           | Bruins d'Estevan          |
| 1967-1968 | Gerry Hart            | Bombers de Flin Flon      |
| 1968-1969 | Dale Hoganson         | Bruins d'Estevan          |
| 1969-1970 | Jim Hargreaves        | Jets de Winnipeg          |
| 1970-1971 | Ron Jones             | Oil Kings d'Edmonton      |
| 1971-1972 | Jim Watson            | Centennials de Calgary    |
| 1972-1973 | Gerge Pesut           | Blades de Saskatoon       |
| 1973-1974 | Pat Price             | Blades de Saskatoon       |
| 1974-1975 | Rick Lapointe         | Cougars de Victoria       |
| 1975-1976 | Kevin McCarthy        | Clubs de Winnipeg         |
| 1976-1977 | Barry Beck            | Bruins de New Westminster |
| 1977-1978 | Brad McCrimmon        | Wheat Kings de Brandon    |
| 1978-1979 | Keith Brown           | Winter Hawks de Portland  |
| 1979-1980 | Dave Babych           | Winter Hawks de Portland  |
| 1980-1981 | Jim Benning           | Winter Hawks de Portland  |
| 1981-1982 | Gary Nylund           | Winter Hawks de Portland  |
| 1982-1983 | Gary Leeman           | Pats de Regina            |
| 1983-1984 | Bob Rouse             | Broncos de Lethbridge     |
| 1984-1985 | Wendel Clark          | Blades de Saskatoon       |
| 1985-1986 | Ouest: Glen Wesley    | Winter Hawks de Portland  |
| 1985-1986 | Est: Emanuel Viveiros | Raiders de Prince Albert  |
| 1986-1987 | Ouest: Glen Wesley    | Winter Hawks de Portland  |
| 1986-1987 | Est: Wayne McBean     | Tigers de Medicine Hat    |
| 1987-1988 | Greg Hawgood          | Blazers de Kamloops       |
| 1988-1989 | Dan Lambert           | Broncos de Swift Current  |
| 1989-1990 | Kevin Haller          | Pats de Regina            |
| 1990-1991 | Darryl Sydor          | Blazers de Kamloops       |
| 1991-1992 | Richard Matvichuk     | Blades de Saskatoon       |
| 1992-1993 | Jason Smith           | Pats de Regina            |
| 1993-1994 | Brendan Witt          | Thunderbirds de Seattle   |
| 1994-1995 | Nolan Baumgartner     | Blazers de Kamloops       |
| 1995-1996 | Nolan Baumgartner     | Blazers de Kamloops       |
| 1996-1997 | Chris Phillips        | Hurricanes de Lethbridge  |
| 1997-1998 | Michal Rozsíval       | Broncos de Swift Current  |
| 1998-1999 | Brad Stuart           | Hitmen de Calgary         |
| 1999-2000 | Micki DuPont          | Blazers de Kamloops       |
| 2000-2001 | Christian Chartier    | Cougars de Prince George  |
| 2001-2002 | Dan Hamhuis           | Cougars de Prince George  |
| 2002-2003 | Jeff Woywitka         | Rebels de Red Deer        |
| 2003-2004 | Dion Phaneuf          | Rebels de Red Deer        |
| 2004-2005 | Dion Phaneuf          | Rebels de Red Deer        |
| 2005-2006 | Kris Russell          | Tigers de Medicine Hat    |
| 2006-2007 | Kris Russell          | Tigers de Medicine Hat    |
| 2007-2008 | Karl Alzner           | Hitmen de Calgary         |
| 2008-2009 | Jonathon Blum         | Giants de Vancouver       |
| 2009-2010 | Tyson Barrie          | Rockets de Kelowna        |
| 2010-2011 | Stefan Elliott        | Blades de Saskatoon       |
| 2011-2012 | Alex Petrovic         | Rebels de Red Deer        |
| 2012-2013 | Brenden Kichton       | Chiefs de Spokane         |
| 2013-2014 | Derrick Pouliot       | Winterhawks de Portland   |
| 2014-2015 | Shea Theodore         | Thunderbirds de Seattle   |
| 2015-2016 | Ivan Provorov         | Wheat Kings de Brandon    |
| 2016-2017 | Ethan Bear            | Thunderbirds de Seattle   |
| 2017-2018 | Kale Clague           | Warriors de Moose Jaw     |
| 2018-2019 | Ty Smith              | Chiefs de Spokane         |
| 2019-2020 | Ty Smith              | Chiefs de Spokane         |
| 2020-2021 | Braden Schneider      | Wheat Kings de Brandon    |
| 2021-2022 | Olen Zellweger        | Silvertips d'Everett      |
| 2022-2023 | Olen Zellweger        | Blazers de Kamloops       |
| 2023-2024 | Denton Mateychuk      | Warriors de Moose Jaw     |
| 2024-2025 | Tyson Jugnauth        | Winterhawks de Portland   |